# Campionato europeo femminile di pallamano 2016
Il campionato europeo femminile di pallamano 2016 è stata la dodicesima edizione del massimo torneo di pallamano per squadre nazionali femminili, organizzato dalla European Handball Federation (EHF). Il torneo si è disputato dal 4 al 18 dicembre 2016 in Svezia in cinque impianti e le finali si sono svolte a Göteborg. Vi hanno preso parte sedici rappresentative nazionali. Il torneo è stato vinto per la settima volta, la seconda consecutiva, dalla Norvegia, che in finale ha sconfitto i Paesi Bassi.

## Formato
Le sedici nazionali partecipanti sono state suddivise in quattro gironi da quattro squadre ciascuno. Le prime tre classificate accedevano alla seconda fase, dove sono state suddivise in due gironi da sei squadre ciascuno: ciascuna squadra portava nella seconda fase i punti conquistati contro le altre due qualificate del proprio girone e affrontava le altre tre squadre. Le prime due classificate accedevano alle semifinali, mentre le terze partecipavano alla finale per il quinto posto. La prime tre classificate sono qualificate al campionato mondiale 2017.

## Impianti
Il torneo è stato disputato in cinque sedi in Svezia.
| Göteborg                           | Helsingborg                       | Göteborg Helsingborg Kristianstad Malmö Stoccolma |
| ---------------------------------- | --------------------------------- | ------------------------------------------------- |
| Scandinavium Capacità: 12 312      | Helsingborg Arena Capacità: 4 700 | Göteborg Helsingborg Kristianstad Malmö Stoccolma |
|                                    |                                   | Göteborg Helsingborg Kristianstad Malmö Stoccolma |
| Kristianstad                       | Malmö                             | Göteborg Helsingborg Kristianstad Malmö Stoccolma |
| Kristianstad Arena Capacità: 4 700 | Malmö Isstadion Capacità: 5 339   | Göteborg Helsingborg Kristianstad Malmö Stoccolma |
|                                    |                                   | Göteborg Helsingborg Kristianstad Malmö Stoccolma |
| Stoccolma                          |                                   | Göteborg Helsingborg Kristianstad Malmö Stoccolma |
| Hovet Capacità: 8 094              |                                   | Göteborg Helsingborg Kristianstad Malmö Stoccolma |
|                                    |                                   | Göteborg Helsingborg Kristianstad Malmö Stoccolma |

## Qualificazioni
Le qualificazioni al campionato europeo si sono sviluppate su due fasi e vi hanno preso parte 32 squadre nazionali, eccetto la Svezia, ammessa direttamente alla fase finale in qualità di Paese ospitante. Alla prima fase hanno preso parte 6 squadre nazionali, che sono state divise in due gironi da tre squadre e le prime due classificate venivano ammesse alla seconda fase. Le 28 squadre partecipanti alla seconda fase sono state divise in sette gironi da quattro squadre ciascuno, dove ogni squadra affrontava le altre in partite di andata e ritorno. Le prime due classificate in ciascun girone e la migliore terza venivano ammesse alla fase finale.

## Squadre partecipanti
| Pr. | Nazione     | Qualificata come                         | Data qualificazione | Precedenti partecipazioni1                                            |
| --- | ----------- | ---------------------------------------- | ------------------- | --------------------------------------------------------------------- |
| 1   | Svezia      | Nazione organizzatrice della fase finale | 23 giugno 2013      | 9 (1994, 1996, 2002, 2004, 2006, 2008, 2010, 2012, 2014)              |
| 2   | Russia      | Vincente gruppo 6 di qualificazione      | 12 marzo 2016       | 11 (1994, 1996, 1998, 2000, 2002, 2004, 2006, 2008, 2010, 2012, 2014) |
| 3   | Francia     | Vincente gruppo 7 di qualificazione      | 12 marzo 2016       | 8 (2000, 2002, 2004, 2006, 2008, 2010, 2012, 2014)                    |
| 4   | Ungheria    | Vincente gruppo 5 di qualificazione      | 1º giugno 2016      | 11 (1994, 1996, 1998, 2000, 2002, 2004, 2006, 2008, 2010, 2012, 2014) |
| 5   | Norvegia    | Vincente gruppo 1 di qualificazione      | 1º giugno 2016      | 11 (1994, 1996, 1998, 2000, 2002, 2004, 2006, 2008, 2010, 2012, 2014) |
| 6   | Romania     | Seconda gruppo 1 di qualificazione       | 1º giugno 2016      | 10 (1994, 1996, 1998, 2000, 2002, 2004, 2008, 2010, 2012, 2014)       |
| 7   | Serbia      | Vincente gruppo 2 di qualificazione      | 1º giugno 2016      | 8 (2000, 2002, 2004, 2006, 2008, 2010, 2012, 2014)                    |
| 8   | Rep. Ceca   | Seconda gruppo 2 di qualificazione       | 1º giugno 2016      | 4 (1994, 2002, 2004, 2012)                                            |
| 9   | Paesi Bassi | Vincente gruppo 3 di qualificazione      | 1º giugno 2016      | 5 (1998, 2002, 2006, 2010, 2014)                                      |
| 10  | Spagna      | Seconda gruppo 3 di qualificazione       | 1º giugno 2016      | 8 (1998, 2002, 2004, 2006, 2008, 2010, 2012, 2014)                    |
| 11  | Polonia     | Seconda gruppo 5 di qualificazione       | 1º giugno 2016      | 4 (1996, 1998, 2006, 2014)                                            |
| 12  | Germania    | Seconda gruppo 7 di qualificazione       | 1º giugno 2016      | 11 (1994, 1996, 1998, 2000, 2002, 2004, 2006, 2008, 2010, 2012, 2014) |
| 13  | Montenegro  | Vincente gruppo 4 di qualificazione      | 2 giugno 2016       | 3 (2010, 2012, 2014)                                                  |
| 14  | Danimarca   | Seconda gruppo 6 di qualificazione       | 2 giugno 2016       | 11 (1994, 1996, 1998, 2000, 2002, 2004, 2006, 2008, 2010, 2012, 2014) |
| 15  | Croazia     | Seconda gruppo 4 di qualificazione       | 2 giugno 2016       | 8 (1994, 1996, 2004, 2006, 2008, 2010, 2012, 2014)                    |
| 16  | Slovenia    | Terza gruppo 4 di qualificazione         | 5 giugno 2016       | 4 (2002, 2004, 2006, 2010)                                            |

1 Il grassetto indica il vincitore

## Turno preliminare

### Gruppo A

#### Classifica finale
| Pos. | Squadra  | Pt | G | V | N | P | GF | GS | DR  |
| ---- | -------- | -- | - | - | - | - | -- | -- | --- |
| 1.   | Serbia   | 5  | 3 | 2 | 1 | 0 | 91 | 87 | +4  |
| 2.   | Svezia   | 3  | 3 | 1 | 1 | 1 | 78 | 74 | +4  |
| 3.   | Spagna   | 2  | 3 | 1 | 0 | 2 | 72 | 68 | +4  |
| 4.   | Slovenia | 2  | 3 | 1 | 0 | 2 | 77 | 89 | -12 |

#### Risultati
| Stoccolma 4 dicembre 2016, ore 15:15 UTC+1 | Serbia | 36 – 34 (17-16) referto | Slovenia | Hovet |

| Stoccolma 4 dicembre 2016, ore 18:30 UTC+1 | Svezia | 25 – 19 (14-10) referto | Spagna | Hovet |

| Stoccolma 6 dicembre 2016, ore 18:30 UTC+1 | Spagna | 23 – 25 (8-11) referto | Serbia | Hovet |

| Stoccolma 6 dicembre 2016, ore 20:45 UTC+1 | Slovenia | 25 – 23 (13-13) referto | Svezia | Hovet |

| Stoccolma 8 dicembre 2016, ore 18:30 UTC+1 | Spagna | 30 – 18 (14-5) referto | Slovenia | Hovet |

| Stoccolma 8 dicembre 2016, ore 20:45 UTC+1 | Svezia | 30 – 30 (15-18) referto | Serbia | Hovet |

### Gruppo B

#### Classifica finale
| Pos. | Squadra     | Pt | G | V | N | P | GF | GS | DR  |
| ---- | ----------- | -- | - | - | - | - | -- | -- | --- |
| 1.   | Germania    | 4  | 3 | 1 | 1 | 1 | 73 | 71 | +2  |
| 2.   | Francia     | 4  | 3 | 1 | 1 | 1 | 70 | 60 | +10 |
| 3.   | Paesi Bassi | 4  | 3 | 1 | 1 | 1 | 75 | 68 | +7  |
| 4.   | Polonia     | 0  | 3 | 0 | 0 | 3 | 65 | 84 | -19 |

#### Risultati
| Kristianstad 4 dicembre 2016, ore 18:30 UTC+1 | Paesi Bassi | 27 – 30 (14-13) referto | Germania | Kristianstad Arena |

| Kristianstad 4 dicembre 2016, ore 20:45 UTC+1 | Francia | 31 – 22 (15-9) referto | Polonia | Kristianstad Arena |

| Kristianstad 6 dicembre 2016, ore 18:30 UTC+1 | Polonia | 21 – 30 (11-14) referto | Paesi Bassi | Kristianstad Arena |

| Kristianstad 6 dicembre 2016, ore 20:45 UTC+1 | Germania | 20 – 22 (11-11) referto | Francia | Kristianstad Arena |

| Kristianstad 8 dicembre 2016, ore 18:30 UTC+1 | Germania | 23 – 22 (12-10) referto | Polonia | Kristianstad Arena |

| Kristianstad 8 dicembre 2016, ore 20:45 UTC+1 | Paesi Bassi | 18 – 17 (7-12) referto | Francia | Kristianstad Arena |

### Gruppo C

#### Classifica finale
| Pos. | Squadra    | Pt | G | V | N | P | GF | GS | DR |
| ---- | ---------- | -- | - | - | - | - | -- | -- | -- |
| 1.   | Danimarca  | 6  | 3 | 3 | 0 | 0 | 78 | 69 | +9 |
| 2.   | Rep. Ceca  | 2  | 3 | 1 | 0 | 2 | 83 | 83 | 0  |
| 3.   | Ungheria   | 2  | 3 | 1 | 0 | 2 | 62 | 64 | -2 |
| 4.   | Montenegro | 2  | 3 | 1 | 0 | 2 | 63 | 70 | -7 |

#### Risultati
| Malmö 5 dicembre 2016, ore 18:30 UTC+1 | Ungheria | 22 – 27 (10-13) referto | Rep. Ceca | Malmö Isstadion |

| Malmö 5 dicembre 2016, ore 20:45 UTC+1 | Montenegro | 21 – 22 (11-14) referto | Danimarca | Malmö Isstadion |

| Malmö 7 dicembre 2016, ore 18:30 UTC+1 | Rep. Ceca | 27 – 28 (12-12) referto | Montenegro | Malmö Isstadion |

| Malmö 7 dicembre 2016, ore 20:45 UTC+1 | Danimarca | 23 – 19 (12-10) referto | Ungheria | Malmö Isstadion |

| Malmö 9 dicembre 2016, ore 18:30 UTC+1 | Montenegro | 14 – 21 (6-11) referto | Ungheria | Malmö Isstadion |

| Malmö 9 dicembre 2016, ore 20:45 UTC+1 | Danimarca | 33 – 29 (13-17) referto | Rep. Ceca | Malmö Isstadion |

### Gruppo D

#### Classifica finale
| Pos. | Squadra  | Pt | G | V | N | P | GF | GS | DR  |
| ---- | -------- | -- | - | - | - | - | -- | -- | --- |
| 1.   | Norvegia | 6  | 3 | 3 | 0 | 0 | 80 | 58 | +22 |
| 2.   | Romania  | 4  | 3 | 2 | 0 | 1 | 74 | 66 | +8  |
| 3.   | Russia   | 2  | 3 | 1 | 0 | 2 | 70 | 71 | -1  |
| 4.   | Croazia  | 0  | 3 | 0 | 0 | 3 | 68 | 97 | -29 |

#### Risultati
| Helsingborg 5 dicembre 2016, ore 18:30 UTC+1 | Russia | 32 – 26 (16-13) referto | Croazia | Helsingborg Arena |

| Helsingborg 5 dicembre 2016, ore 20:45 UTC+1 | Norvegia | 23 – 21 (13-11) referto | Romania | Helsingborg Arena |

| Helsingborg 7 dicembre 2016, ore 18:30 UTC+1 | Romania | 22 – 17 (11-9) referto | Russia | Helsingborg Arena |

| Helsingborg 7 dicembre 2016, ore 20:45 UTC+1 | Croazia | 16 – 34 (9-15) referto | Norvegia | Helsingborg Arena |

| Helsingborg 9 dicembre 2016, ore 18:30 UTC+1 | Romania | 31 – 26 (15-13) referto | Croazia | Helsingborg Arena |

| Helsingborg 9 dicembre 2016, ore 20:45 UTC+1 | Norvegia | 23 – 21 (11-11) referto | Russia | Helsingborg Arena |

## Turno principale

### Gruppo I

#### Classifica finale
| Pos. | Squadra     | Pt | G | V | N | P | GF  | GS  | DR  |
| ---- | ----------- | -- | - | - | - | - | --- | --- | --- |
| 1.   | Paesi Bassi | 8  | 5 | 4 | 0 | 1 | 142 | 128 | +14 |
| 2.   | Francia     | 8  | 5 | 4 | 0 | 1 | 111 | 100 | +11 |
| 3.   | Germania    | 7  | 5 | 3 | 1 | 1 | 124 | 110 | +14 |
| 4.   | Svezia      | 3  | 5 | 1 | 1 | 3 | 126 | 131 | -5  |
| 5.   | Serbia      | 3  | 5 | 1 | 1 | 3 | 122 | 142 | -20 |
| 6.   | Spagna      | 1  | 5 | 0 | 1 | 4 | 108 | 122 | -14 |

#### Risultati
| Göteborg 10 dicembre 2016, ore 16:15 UTC+1 | Serbia | 19 – 26 (10-14) referto | Germania | Scandinavium |

| Göteborg 10 dicembre 2016, ore 18:30 UTC+1 | Svezia | 30 – 33 (13-14) referto | Paesi Bassi | Scandinavium |

| Göteborg 10 dicembre 2016, ore 20:45 UTC+1 | Spagna | 22 – 23 (14-10) referto | Francia | Scandinavium |

| Göteborg 12 dicembre 2016, ore 16:15 UTC+1 | Spagna | 20 – 20 (12-9) referto | Germania | Scandinavium |

| Göteborg 12 dicembre 2016, ore 18:30 UTC+1 | Serbia | 27 – 35 (12-17) referto | Paesi Bassi | Scandinavium |

| Göteborg 12 dicembre 2016, ore 20:45 UTC+1 | Svezia | 19 – 21 (10-12) referto | Francia | Scandinavium |

| Göteborg 14 dicembre 2016, ore 16:15 UTC+1 | Spagna | 24 – 29 (13-15) referto | Paesi Bassi | Scandinavium |

| Göteborg 14 dicembre 2016, ore 18:30 UTC+1 | Svezia | 22 – 28 (9-12) referto | Germania | Scandinavium |

| Göteborg 14 dicembre 2016, ore 20:45 UTC+1 | Serbia | 21 – 28 (12-15) referto | Francia | Scandinavium |

### Gruppo II

#### Classifica finale
| Pos. | Squadra   | Pt | G | V | N | P | GF  | GS  | DR  |
| ---- | --------- | -- | - | - | - | - | --- | --- | --- |
| 1.   | Norvegia  | 10 | 5 | 5 | 0 | 0 | 127 | 109 | +18 |
| 2.   | Danimarca | 7  | 5 | 3 | 1 | 1 | 123 | 113 | +10 |
| 3.   | Romania   | 6  | 5 | 3 | 0 | 2 | 119 | 110 | +9  |
| 4.   | Russia    | 4  | 5 | 1 | 2 | 2 | 116 | 121 | -5  |
| 5.   | Rep. Ceca | 2  | 5 | 1 | 0 | 4 | 132 | 146 | -14 |
| 6.   | Ungheria  | 1  | 5 | 0 | 1 | 4 | 111 | 129 | -18 |

#### Risultati
| Helsingborg 11 dicembre 2016, ore 16:15 UTC+1 | Rep. Ceca | 24 – 26 (12-14) referto | Russia | Helsingborg Arena |

| Helsingborg 11 dicembre 2016, ore 18:30 UTC+1 | Ungheria | 21 – 29 (9-15) referto | Romania | Helsingborg Arena |

| Helsingborg 11 dicembre 2016, ore 20:45 UTC+1 | Danimarca | 20 – 22 (9-14) referto | Norvegia | Helsingborg Arena |

| Helsingborg 13 dicembre 2016, ore 16:15 UTC+1 | Rep. Ceca | 28 – 30 (14-17) referto | Romania | Helsingborg Arena |

| Helsingborg 13 dicembre 2016, ore 18:30 UTC+1 | Ungheria | 23 – 24 (9-11) referto | Norvegia | Helsingborg Arena |

| Helsingborg 13 dicembre 2016, ore 20:45 UTC+1 | Danimarca | 26 – 26 (13-11) referto | Russia | Helsingborg Arena |

| Helsingborg 14 dicembre 2016, ore 16:15 UTC+1 | Ungheria | 26 – 26 (14-13) referto | Russia | Helsingborg Arena |

| Helsingborg 14 dicembre 2016, ore 18:30 UTC+1 | Danimarca | 21 – 17 (12-10) referto | Romania | Helsingborg Arena |

| Helsingborg 14 dicembre 2016, ore 20:45 UTC+1 | Rep. Ceca | 24 – 35 (17-18) referto | Norvegia | Helsingborg Arena |

## Fase a eliminazione diretta
|  | Semifinali  | Semifinali  | Semifinali |          |             | Finale          | Finale          | Finale          |  |
|  |             |             |            |          |             |                 |                 |                 |  |
|  | Paesi Bassi | Paesi Bassi | 26         |          |             |                 |                 |                 |  |
|  | Paesi Bassi | Paesi Bassi | 26         |          |             |                 |                 |                 |  |
|  | Danimarca   | Danimarca   | 22         |          |             |                 |                 |                 |  |
|  | Danimarca   | Danimarca   | 22         |          | Paesi Bassi | Paesi Bassi     | 29              |                 |  |
|  |             |             |            |          | Paesi Bassi | Paesi Bassi     | 29              |                 |  |
|  |             |             | Norvegia   | Norvegia | 30          |                 |                 |                 |  |
|  | Francia     | Francia     | Norvegia   | Norvegia | 30          | 16              |                 |                 |  |
|  | Francia     | Francia     |            |          |             | 16              |                 |                 |  |
|  | Norvegia    | Norvegia    | 20         |          |             | Finale 3º posto | Finale 3º posto | Finale 3º posto |  |
|  | Norvegia    | Norvegia    | 20         |          |             |                 |                 |                 |  |
|  |             |             |            |          |             |                 |                 |                 |  |
|  |             |             |            |          |             | Danimarca       | Danimarca       | 22              |  |
|  |             |             |            |          |             | Danimarca       | Danimarca       | 22              |  |
|  |             |             |            |          |             | Francia         | Francia         | 25              |  |

### Semifinali
| Göteborg 16 dicembre 2016, ore 18:15 UTC+1 | Paesi Bassi | 26 – 22 (13-13) referto | Danimarca | Scandinavium (9 853 spett.) |

| Göteborg 16 dicembre 2016, ore 20:30 UTC+1 | Francia | 16 – 20 (9-11) referto | Norvegia | Scandinavium (9 908 spett.) |

### Finale 5º posto
| Göteborg 16 dicembre 2016, ore 15:45 UTC+1 | Germania | 22 – 23 (11-11) referto | Romania | Scandinavium (2 210 spett.) |

### Finale 3º posto
| Göteborg 18 dicembre 2016, ore 15:30 UTC+1 | Danimarca | 22 – 25 (9-14) referto | Francia | Scandinavium (8 391 spett.) |

### Finale
| Göteborg 18 dicembre 2016, ore 18:00 UTC+1 | Paesi Bassi | 29 – 30 (15-15) referto | Norvegia | Scandinavium (11 037 spett.) |

## Classifica finale
| Pos.    | Nazione     |
| ------- | ----------- |
| Oro     | Norvegia    |
| Argento | Paesi Bassi |
| Bronzo  | Francia     |
| 4       | Danimarca   |
| 5       | Romania     |
| 6       | Germania    |
| 7       | Russia      |
| 8       | Svezia      |
| 9       | Serbia      |
| 10      | Rep. Ceca   |
| 11      | Spagna      |
| 12      | Ungheria    |
| 13      | Montenegro  |
| 14      | Slovenia    |
| 15      | Polonia     |
| 16      | Croazia     |

|  | Qualificata al campionato mondiale 2017 |

## Statistiche

### Classifica marcatrici
Fonte:.
| Pos. | Nome                | Nazionale   | Reti | Tiri |
| ---- | ------------------- | ----------- | ---- | ---- |
| 1    | Nora Mørk           | Norvegia    | 53   | 95   |
| 2    | Stine Jørgensen     | Danimarca   | 47   | 81   |
| 3    | Cristina Neagu      | Romania     | 46   | 89   |
| 4    | Estavana Polman     | Paesi Bassi | 39   | 68   |
| 5    | Nycke Groot         | Paesi Bassi | 35   | 53   |
| 5    | Svenja Huber        | Germania    | 35   | 58   |
| 5    | Estelle Nze Minko   | Francia     | 35   | 59   |
| 8    | Isabelle Gulldén    | Svezia      | 31   | 58   |
| 8    | Alexandra Lacrabère | Francia     | 31   | 59   |
| 10   | Michaela Hrbková    | Rep. Ceca   | 30   | 56   |

## Premi individuali
Migliori giocatrici del torneo.
| Ruolo               | Giocatrice      |
| ------------------- | --------------- |
| Migliore giocatrice | Nycke Groot     |
| Migliore difensore  | Béatrice Edwige |
| Portiere            | Sandra Toft     |
| Ala sinistra        | Camilla Herrem  |
| Terzino sinistro    | Cristina Neagu  |
| Centrale            | Nycke Groot     |
| Terzino destro      | Nora Mørk       |
| Ala destra          | Carmen Martín   |
| Pivot               | Yvette Broch    |